# 세인트조지 해협

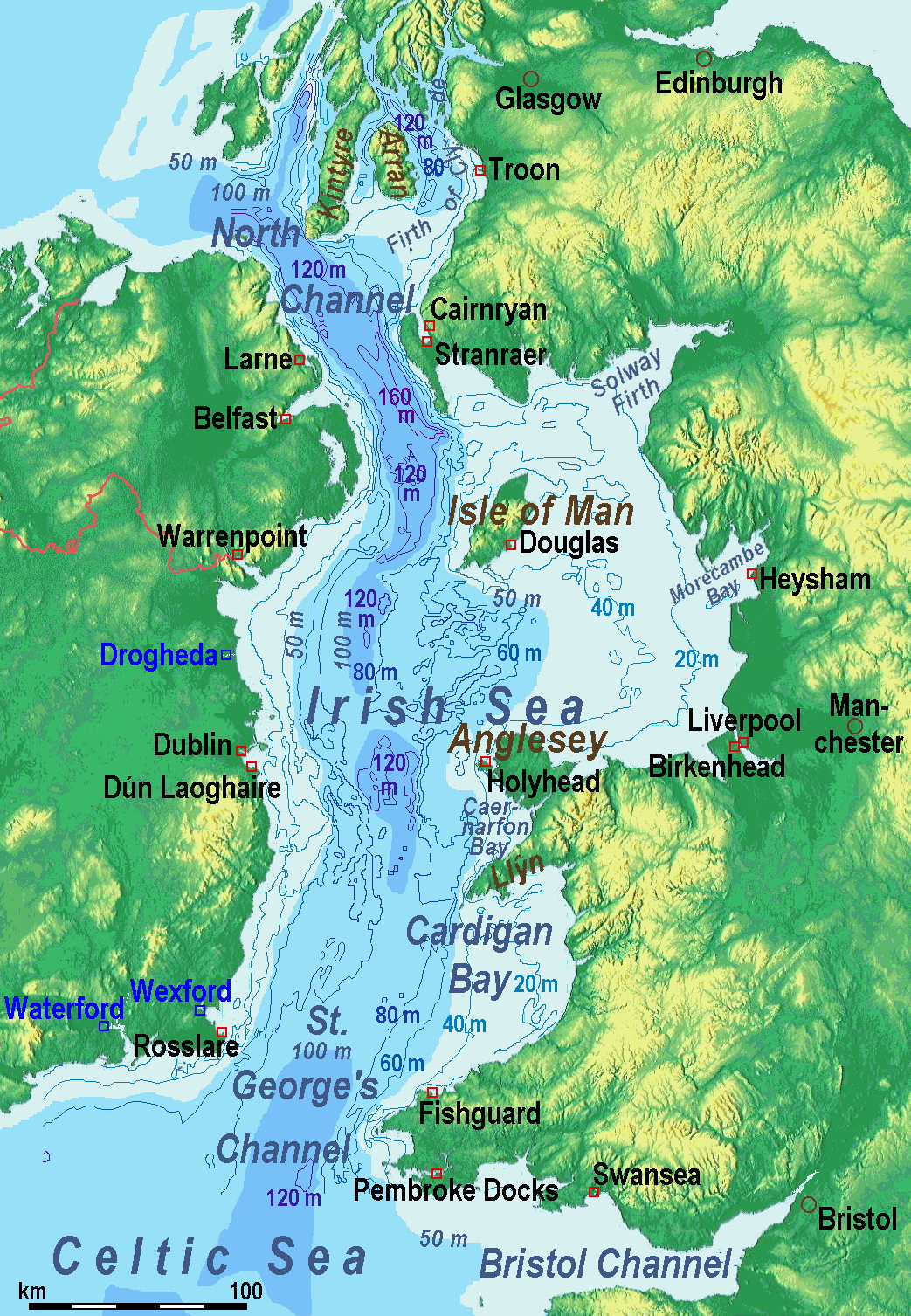
아일랜드해의 지도. 북쪽이 노스 해협, 남쪽이 세인트조지 해협이다.

세인트조지 해협(St George's Channel, 웨일스어: Sianel San Siôr, 아일랜드어: Muir Bhreatan)은 아일랜드해와 대서양의 켈트해를 잇는 해협이다.
해협의 이름은 4세기초에 비잔티움 제국로부터 브리타니아로 왔던 성 게오르기우스의 전설에서 따왔다.

## 같이 보기
- 노스 해협
- 브리스틀 해협
- 아일랜드해